# 岡部正彦
岡部 正彦（おかべ まさひこ、1938年1月9日 - ）は、日本の実業家。学校法人日通学園理事長。大分県出身。前日本通運会長・社長で現在は相談役。

## 経歴
- 福岡県立福岡高等学校 卒業
- 1961年3月 - 九州大学法学部卒業
- 1961年4月 - 日本通運株式会社 入社
- 1991年6月 - 同社 - 総務部長
- 1995年6月 - 同社取締役、中国支店長
- 1997年6月 - 同社常務取締役兼中国支店長
- 1998年6月 - 同社常務取締役兼中国営業本部長兼中国ペリカン・アロー営業本部長
- 1999年6月 - 同社代表取締役社長
- 2000年5月 - 学校法人日通学園理事(現在に至る)
- 2005年5月 - 日本通運株式会社代表取締役会長
- 2009年5月 - 同社取締役会長
- 2011年6月 - 同社相談役
- 2013年6月 - 学校法人日通学園理事長
- 2015年11月 - 旭日重光章受章[1]。

## 公的な職務
- 一般社団法人 全国通運連盟 顧問
- 九州大学法学部東京同窓会会長
- 災害ボランティア推進委員会 委員（公益財団法人 日本法制学会）